# Isola di San Michele (Montenegro)
L'isola di San Michele (in montenegrino Miholjska prevlaka/Михољска превлака - острво Св. Арханђел Михаило) conosciuta anche come scoglio dell'Istmo, Ponte o isola dei Fiori (ostrvo Cvijeća), è un'isola dell'arcipelago di Cartolle situata in un'ansa delle Bocche di Cattaro, in Montenegro. L'isola prende il nome dal monastero che ospita, oggi in rovina, dedicato a san Michele Arcangelo.

## Geografia
L'isola si trova nella baia di Teodo, a sud dell'omonimo porto a brevissima distanza dalla terraferma cui è collegata da una strada
ed è la più orientale dell'arcipelago composto da tre isole allineate: seguono San Marco, al centro, da cui dista circa 110 m, e il piccolo scoglio del Convento a ovest.
San Michele ha una forma rettangolare e misura circa 360 m di lunghezza per 200 di larghezza
.
La linea composta dai tre isolotti dell'arcipelago divide la parte sud-orientale della baia di Teodo in due insenature: valle Cartolle o baia di Kartoli (uvala Krtole) e la valle Cucculina (uvala Polje, Увала Поље).

## Il monastero di San Michele Arcangelo
Dopo la fondazione della Chiesa ortodossa serba indipendente, nel 1219, dovuta a Rastko Nemanjic (san Sava) e l'istituzione della diocesi di Zeta, fu costruito sull'isola, dove c'erano le rovine di un precedente monastero distrutto dagli arabi, quello dedicato a san Arcangelo Michele.